# Suhadol, Slovenske Konjice
Suhadol este o localitate din comuna Slovenske Konjice, Slovenia, cu o populație de 55 de locuitori.